# Eccidio del pozzo Becca
L'eccidio del pozzo Becca fu una strage perpetrata la notte tra il 12 ed il 13 aprile 1945 ad Imola dai fascisti della Brigate Nere contro 16 partigiani.

## Antefatti
A fine marzo 1945, alla vigilia dello sfondamento alleato lungo il fronte del Senio, i nazifascisti continuarono a operare vasti rastrellamenti contro i partigiani attivi nelle retrovie, in particolare a Villa Fontana di Medicina, Castel Guelfo di Bologna e ad Imola.
I detenuti vennero poi tutti portati alla Rocca Sforzesca di Imola dove nei giorni successivi furono sottoposti ad interrogatori e torture da parte dei fascisti.

## L'eccidio
Dopo lo sfondamento alleato nel settore romagnolo della Linea Gotica, le truppe nazifasciste iniziarono ad abbandonare Imola. Nella notte tra il 12 ed il 13 aprile però, un gruppo di fascisti della Brigata Nera prelevò dalla Rocca Sforzesca 16 prigionieri e li condusse nella periferia di Imola, presso lo stabilimento ortofrutticolo Becca, in via Vittorio Veneto. Qui, nel corso della notte, i fascisti seviziarono le loro vittime e le finirono a colpi di arma da fuoco e a bombe a mano. Successivamente, per celare il loro crimine, i brigatisti gettarono i corpi delle vittime nel pozzo artesiano della fabbrica e successivamente fecero brillare il muretto del pozzo stesso per impedire il recupero delle salme.
Nel primo pomeriggio del giorno successivo gli ultimi soldati tedeschi abbandonavano Imola, mentre poche ore più tardi le avanguardie alleate facevano il loro ingresso in città.
Il rinvenimento dei corpi avvenne il 15 aprile tra l'orrore e lo sconcerto non solo della popolazione civile e dei partigiani, ma anche delle truppe alleate. Il maggiore I. C. Reid della polizia militare dell'VIII armata britannica, dopo aver esaminato i resti delle vittime del pozzo Becca, affermò: "Non ho mai visto in vita mia uno spettacolo così orrendo; è incredibile che tanta crudeltà possa esistere in esseri umani".
Il 17 aprile vennero organizzati i solenni funerali delle vittime dell'eccidio.

## Conseguenze
Le autorità alleate avviarono immediatamente un'indagine preliminare, identificando alcuni degli esecutori.
Dopo un mese e mezzo dall'eccidio, una ventina di partigiani partì da Imola per rintracciare i colpevoli. Nella notte del 25-26 maggio 1945 la spedizione giunse a Cologna Veneta (provincia di Verona), dove fecero irruzione nell'ex asilo di via XX marzo da cui prelevarono tre uomini e tre donne: Luciana Minardi, sedicenne già arruolatasi nel battaglione «Colleoni» della X MAS; Iride Guidi in Baldini, 36 anni, col figlio sedicenne Alessandro (Nino); Giuliano Ferri e Ugo Tarabusi, soldati ventenni della Guardia nazionale repubblicana; Speranza Cappelli in Ravaioli, 31 anni. Dopo essere stati torturati, i sei prigionieri furono fucilati sull'argine del torrente Guà.

La stessa spedizione partigiana proseguì poi verso Verona, dove vennero prelevati sedici ex-brigatisti neri imolesi detenuti in carcere, alcuni dei quali erano diretti responsabili dell'eccidio del pozzo Becca. Il 27 maggio 1945 il camion giunse nel centro di Imola; la folla, una volta riconosciuti i passeggeri, prese d'assalto l'automezzo e linciò dodici prigionieri nell'eccidio di via Aldrovandi.
Il 13 febbraio 1948 la Corte d'assise speciale di Bologna condannò a trent'anni di reclusione Pietro De Vito e Delendo Vassura, ritenuti colpevoli dell'eccidio del pozzo Becca.

## Elenco delle vittime dell'eccidio del pozzo Becca
1. Bernardo Baldazzi - della 5ª brigata Bonvicini Matteotti.
2. Gaetano Bersani - della 5ª brigata Bonvicini Matteotti.
3. Guido Facchini - della 5ª brigata Bonvicini Matteotti.
4. Paolo Filippini - della 5ª brigata Bonvicini Matteotti.
5. Cesare Garbusi - (in alcuni elenchi è citato come Cesare Galassi) della 5ª brigata Bonvicini Matteotti.
6. Ciliante Martelli - (in alcuni elenchi è indicato come Augusto) della 5ª brigata Bonvicini Matteotti.
7. Giovanni Roncarati -  della 5ª brigata Bonvicini Matteotti.
8. Augusto Ronzani - della 5ª brigata Bonvicini Matteotti.
9. Antonio Cassani - della 5ª brigata Bonvicini Matteotti.
10. Dante Bernardi - della 66ª brigata Jacchia Garibaldi.
11. Duilio Broccoli - della 66ª brigata Jacchia Garibaldi.
12. Mario Felicori - della 66ª brigata Jacchia Garibaldi della quale fu uno degli organizzatori.
13. Secondo Grassi - (in alcuni elenchi è indicato come Sandro) della 66ª brigata Jacchia Garibaldi.
14. Mario Martelli - della 5ª brigata Bonvicini Matteotti.
15. Corrado Masina - già granatiere prima in Jugoslavia e poi a Roma. Riconosciuto partigiano nella 66ª brigata Jacchia Garibaldi
16. Domenico Rivalta - Riconosciuto partigiano, con il grado di capitano, Medaglia d'oro al Valor Militare.